# مجرم (ترانه فیونا اپل)
«مُجرم» (به انگلیسی: Criminal) ترانه‌ای خواننده-ترانه‌پرداز آمریکایی فیونا اپل می‌باشد که در ۲ ژوئن سال ۱۹۹۷ از سوی ورک رکوردز و کلمبیا رکوردز به‌عنوان سومین تک‌آهنگ از نخستین آلبوم استودیویی وی تحت عنوان کشندی منتشر گردید. این ترانه در مورد شخصی است که از تمایلات جنسی برای رسیدن به هدفش سود می‌برد و بابت این‌کار نسبت به خودش احساس خوبی ندارد. او به نادرستی عملش آگاه است اما در برابر وسوسهٔ انجام آن نمی‌تواند مقاومت کند. این ترانه (و ویدئوی بحث برانگیزش) سبب بزرگترین موفقیت‌های اپل و همچنین تحقیرآمیزترین انتقاداتی است که متوجه او شده‌است.
ترانهٔ «مجرم» در چهلمین دورهٔ جوایز گرَمی (۱۹۹۸) در دو رشتهٔ بهترین ترانهٔ راک و بهترین اجرای آوازی راک زن نامزد دریافت گرمی بود که دومی را از آن خود کرد. وی‌اچ‌وان در گزینش «۱۰۰ ترانهٔ برتر دههٔ ۹۰ میلادی» «مُجرم» را در ردهٔ پنجاه و پنجم فهرستش قرار داده‌است. مجلهٔ موسیقی بلِندِر هم در فهرستی با عنوان «۵۰۰ ترانهٔ برتر از زمانی که شما به‌دنیا آمده‌اید» جایگاه هفتاد و یکم را به این قطعه اختصاص داده‌است.

## محتوا
اپل این ترانه را در زمان ۴۵ دقیقه‌ای ناهارش در استودیو نوشته‌است. او در این ترانه «یک دختر خیلی بد است» که از تجربهٔ «رابطهٔ سبک‌سرانه‌اش با مردی حساس» سخن می‌گوید. این رابطه به او احساس «مُجرم» بودن می‌دهد و اپل چکیدهٔ آن را با جمله‌های «فرشته چه خواهد گفت؟ شیطان می‌خواهد بداند» توصیف می‌کند. او از شَر خودش به پروردگار پناه می‌برد و به او التماس می‌کند «پیش از آن‌که اعمال شیطانی‌اش را به اتمام برساند، نجاتش بدهد».
«مُجرم» تصویری ترسناک و غم‌انگیز از اپل ارائه می‌کند که با شخصیت او در واقعیت بی‌ارتباط است.

## ویدئو
ویدئوی «مجرم» را مارک رومنک کارگردانی کرده‌است. در این ویدئو فیونا اپل لاغر و استخوانی در میان تعدادی مُدل (به‌ظاهر تحت تأثیر نوعی آرامبخش) دیده می‌شود و در حالی که می‌خواند «من یک دختر خیلی بد بوده‌ام» لباس‌هایش را می‌کَند. تصویر ارائه‌شده از اپل در این ویدئو که نیویورکر آن را «شبیه مُدل‌های دچار سوءتغذیهٔ کلوین کلاین» توصیف کرد، باعث وارد شدن اتهام‌هایی مانند «ترویج تیپ هروئینی» و «القای حال و هوای پورنوگرافی کودکان» به او شد.
در پاسخ به هجمهٔ ایجاد شده و در مراسم جوایز ام‌تی‌وی سال ۱۹۹۷، زمانی که اپل برای دریافت جایزهٔ «بهترین هنرمند جدید» روی سِن رفت گفت: «این دنیا مزخرف است… چیزهایی که ما فکر می‌کنیم باحال هستند و آنچه می‌پوشیم و آنچه می‌گوییم نباید طبق الگوهای شما در زندگی‌تان باشند. سرتان به‌کار خودتان باشد».
رومَنک ویدئوی «مجرم» را ادای احترامی به عکس‌های جریان‌ساز نَن گُلدین در دههٔ ۸۰ میلادی می‌داند. این ویدئو در مراسم سال ۱۹۹۸ جوایز ام‌تی‌وی جایزهٔ «بهترین فیلمبرداری» را دریافت کرد.

## فهرست قطعه‌های تک‌آهنگ
سی‌دی نسخهٔ ایالات متحده
1. «مجرم» - ۵:۴۱
2. «بخواب تا رؤیا ببینی» (لایو) - ۴:۳۶

## جدول‌های موسیقی
| جدول (۱۹۹۷–۱۹۹۸)                                  | بهترین جایگاه |
| ------------------------------------------------- | ------------- |
| استرالیا (ای‌آرآی‌ای)                               | ۵۱            |
| تک‌آهنگ‌های برتر کانادا (آرپی‌ام)                    | ۲۸            |
| راک/آلترناتیو کانادا (آرپی‌ام)                     | ۹             |
| بیلبورد هات ۱۰۰ ایالات متحده                      | ۲۱            |
| ایرپلی آلترناتیو بزرگسالان ایالات متحده (بیلبورد) | ۲             |
| ۴۰ تک‌آهنگ برتر بزرگسالان ایالات متحده (بیلبورد)   | ۱۷            |
| ایرپلی آلترناتیو ایالات متحده (بیلبورد)           | ۴             |
| ۴۰ آهنگ برتر جریان اصلی ایالات متحده (بیلبورد)    | ۱۸            |

## گواهینامه‌ها و فروش
| منطقه                                   | گواهی  | واحد گواهی‌شده/فروش |
| --------------------------------------- | ------ | ------------------ |
| ایالات متحده (آرآی‌ای‌ای)                 | پلاتین | ۱٬۰۰۰٬۰۰۰          |
| رقم فروش+پخش جاری تنها بر پایهٔ گواهی‌ها. |        |                    |

## فیلم شیادها
در سال ۲۰۱۹ «مجرم» به‌عنوان موسیقی متن سکانسی از فیلم شیادها استفاده شد. در آن سکانس شخصیت رقاص برهنه به‌نام «رامونا» (با بازی جنیفر لوپز) به بیننده معرفی می‌شود و با این ترانه رقص میله‌ای انجام می‌دهد. به گفتهٔ لورین اسکافاریا (کارگردان) زمانی که «مجرم» را به لوپز پیشنهاد داد با استقبال او روبه‌رو شد و آن‌ها بدون این‌که از اپل اجازه بگیرند فیلمبرداری آن سکانس را آغاز کردند. فیونا اپل به‌ندرت اجازهٔ استفاده از آثارش به‌عنوان موسیقی متن فیلم را می‌دهد اما پس از نامه‌نگاری سازندگان فیلم و زمانی که نسخهٔ اولیهٔ آن سکانس را برایش فرستادند با استفاده از اثرش موافقت کرد.
چند ماه پیش از اکران فیلم شیادها، اپل اعلام کرد که تصمیم گرفته درآمد سال‌های ۲۰۱۹ و ۲۰۲۰ «مجرم» (از جمله عواید استفادهٔ اثر در آن فیلم) را به سازمانی غیرانتفاعی اهدا کند که هزینه‌های مهاجرت و خدمات حقوقی به پناهجویان بازداشت شده در مرز آمریکا و مکزیک را پوشش می‌دهد. او دلیل این تصمیم را «ناامیدی برآمده از ماه‌ها و ماه‌ها خواندن اخبار مربوط به نحوهٔ رفتار کشورش با پناهندگان» عنوان کرد.